# حي صالح سالم (المهرة)
حي صالح سالم هو أحد أحياء مدينة العيص بمحافظة المهرة اليمنية، بلغ تعداد سكانه 1236 نسمة حسب التعداد السكاني في اليمن لعام 2004.